# Organización Sayco Acinpro
La Organización Sayco Acinpro (OSA) es una entidad con personería jurídica y autorización de la Dirección Nacional de Derecho de Autor (DNDA) de Colombia, cuyo objetivo principal es realizar el recaudo y la distribución de las regalías derivadas de la comunicación pública de obras musicales, en representación de diversas sociedades de gestión colectiva como la Sociedad de Autores y Compositores de Colombia (SAYCO), la Asociación Colombiana de Intérpretes y Productores Fonográficos (ACINPRO), Asociación Colombiana de Editores de Música (Acodem), Asociación para la Protección de los Derechos Intelectuales Fonográficos (APDIF), Centro Colombiano de Derechos Reprográficos (CDR) y Motion Picture Licensing Corporation (MPLC Colombia).

## Historia
La OSA fue creada mediante un contrato de mandato suscrito entre las sociedades de gestión colectiva SAYCO y ACINPRO. Obtuvo inicialmente su personería jurídica por parte de la Alcaldía de Bogotá mediante la Resolución Especial n.º 0596 del 18 de noviembre de 1987. Posteriormente, en cumplimiento de lo establecido en el Decreto 3942 de 2010, la DNDA otorgó una nueva personería jurídica el 18 de octubre de 2011 mediante la Resolución n.º 291.
El objeto social de la OSA es gestionar el recaudo de las remuneraciones económicas derivadas de la comunicación pública y el almacenamiento digital de obras musicales, interpretaciones artísticas, fonogramas, vídeos musicales y obras audiovisuales con contenido musical. Estas actividades se realizan en establecimientos públicos, mediante la utilización de equipos de radio, televisión, dispositivos digitales, electrónicos o cualquier otro medio de difusión existente o por desarrollarse, conforme a lo establecido en los artículos 158 y 159 de la Ley 23 de 1982 y el literal C del artículo 2.º de la Ley 232 de 1995.

## Funciones
La OSA actúa como intermediaria para la concesión de licencias y la recaudación de derechos por comunicación pública de aproximadamente 25 millones de obras musicales, tanto nacionales como internacionales.
Es importante señalar que la gestión de la OSA no debe confundirse con la labor individual que ejercen las sociedades de gestión colectiva SAYCO y ACINPRO. Asimismo, la OSA no tiene competencia en el registro de obras musicales para su protección legal; esta función corresponde exclusivamente a la Dirección Nacional de Derecho de Autor (DNDA).